# USS Preble (DDG-88)

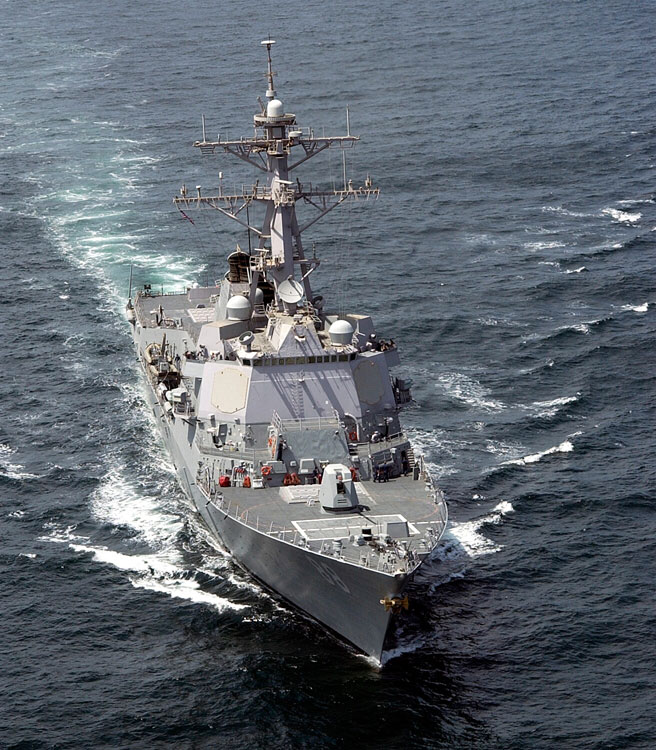
O Preble navegando pelo mar da Arábia em 2004.

O USS Preble é um contratorpedeiro da classe Arleigh Burke pertencente a Marinha de Guerra dos Estados Unidos.